# 19953 Takeo
19953 Takeo este o planetă minoră (asteroid), cu un diametru de 6,573 km, din centura de asteroizi. A fost descoperită pe 14 noiembrie 1982 la Kiso Observatory⁠(d) de Hiroki Kosai⁠(d). 
Obiectul prezintă o orbită caracterizată de o semiaxă mare de 2,6328138 UAi, o excentricitate de 0,14, o înclinație de 14,28749 ° în raport cu ecliptica.